# Epicharis lunulata
Epicharis lunulata är en biart som beskrevs av Alexander Mocsáry 1899.
Epicharis lunulata ingår i släktet Epicharis och familjen långtungebin. Inga underarter finns listade i Catalogue of Life.